# István Láng
István Láng [ˈiʃtvaːn ˈlaːŋɡ] (* 1. März 1933 in Budapest; † 23. Oktober 2023) war ein ungarischer Komponist.

## Werdegang
Láng studierte von 1951 bis 1958 bei János Viski und Ferenc Szabó an der Franz-Liszt-Musikakademie in Budapest. Er war von 1966 bis 1984 musikalischer Leiter der Ungarischen Staatlichen Marionettenbühne. Ab 1973 lehrte er an der Musikakademie und wurde dort Professor im Fach Kammermusik.
Neben zwei Opern, zwei Fernsehopern und vier Balletten komponierte er ein Streicher- und ein Bratschenkonzert, ein Bukolisches Konzert für Horn und Orchester, ein Concertino für Xylophon und Orchester, ein Doppelkonzert für Klarinette und Harfe, eine Trauermusik für Orchester, kammermusikalische Werke, Schauspiel-, Film- und Fernsehmusiken, Kantaten, Chorwerke und Lieder.

## Tod
István Láng verstarb am 23. Oktober 2023 im Alter von 90 Jahren.

## Werke
- A nagy drámaíró (Der große Dramatiker, nach Frigyes Karinthy), Oper, 1959
- Hyperbole, Ballett, 1962
- Mario és a varázsló (Mario und der Zauberer, Libretto von András Pernye nach Thomas Mann), Tanzdrama, 1964
- A gyáva (Feigheit, nach Imre Sarkadi), Oper, 1964–1967
- Álom a színházról (Traum vom Theater, nach Iván Mándy), Fernsehoper, 1980/81
- Bekerítve (Umschlossen, nach Iván Bächer), Fernsehoper, 1988/89
- 7 studies for four timpani